# ديزج رحيم بور
ديزج رحيم‌ بور هي قرية في مقاطعة أرومية، إيران. عدد سكان هذه القرية هو 113 في سنة 2006.